# آن سيويل يونغ
آن سيويل يونغ (2 يناير 1871-15 أغسطس 1961) عالمة فلك أمريكية. كانت أستاذة علم الفلك في كلية ماونت هوليوك لمدة 37 عامًا.

## سيرة شخصية
ولدت آن سيويل يونغ في بلومنجتون بولاية ويسكونسن في 2 يناير 1871 إلى القس ألبرت آدامز يونغ وماري سيويل. حصلت على بكالوريوس العلوم من كلية كارلتون في مينيسوتا عام 1892. ثم ذهبت إلى والا والا بواشنطن ودرست الرياضيات في كلية ويتمان لمدة ثلاث سنوات قبل أن تعود إلى كارلتون وحصلت على ماجستير في عام 1897. حصلت على درجة الدكتوراه من جامعة كولومبيا عام 1906. قيمت أطروحتها قياسات الصور المبكرة وانتهت إلى أن كوكبة فرساوس بها ضعف عدد النجوم كما كان يُعتقد سابقًا.
بدأت يونغ حياتها المهنية في كلية ماونت هوليوك عام 1898. تم تعيينها مديرة لمرصد جون بايسون ويليستون، حيث أشرفت على برنامج رصد لتتبع البقع الشمسية. نظمت أحداثًا في مرصد طلاب ماونت هوليوك وفي عام 1925 رتبت للطلاب ركوب القطار إلى وسط ولاية كونيتيكت لمراقبة الكسوف الكلي للشمس. في عام 1929، حددت يونغ المذنب 31P / Schwassmann-Wachmann بجسم تم تعريفه بشكل خاطئ على أنه الكوكب الصغير "Adelaide" ( A904 EB ) في عام 1904.
كانت يونغ مهتمة بشكل واضح بالنجوم المتغيرة وتحدثت عن الموضوع مع إدوارد تشارلز بيكرينغ، مدير مرصد كلية هارفارد. كانت واحدة من الأعضاء الثمانية المؤسسين للرابطة الأمريكية لمراقبي النجوم المتغيرة (AAVSO) وساهمت بأكثر من 6500 ملاحظة نجمية متغيرة للمنظمة. انتخبت رئيسة للمنظمة عام 1923.
تقاعدت يونغ عام 1936 وخلفتها طالبتها السابقة أليس هول فارنسورث مديرة لمرصد ويليستون. انتقلت يونغ مع أختها إلى كليرمونت، كاليفورنيا. توفيت هناك في 15 أغسطس 1961.